# Буршик, Иосиф (футболист)
Иосиф Джон Буршик (англ. Josef John Bursik; чеш. Josef John Buršík; 12 июля 2000) — английский футболист, вратарь бельгийского клуба «Брюгге». В сезоне 2024/25 выступает за шотландский клуб «Хиберниан» на правах аренды.

## Клубная карьера
Футбольную карьеру начал в академии клуба «Уимблдон», где провёл восемь лет. Летом 2017 года присоединился к академии клуба «Сток Сити». С 2018 по 2020 год выступал на правах аренды за ряд английских клубов, включая «Хенсфорд Таун», «Телфорд Юнайтед», «Аккрингтон Стэнли» и «Донкастер Роверс». В ноябре 2020 года «Сток Сити» отозвал Буршика из аренды в «Донкастере» в связи с травмами Адама Дейвиса и Ангуса Ганна. 21 ноября 2020 года Иосиф дебютировал за «Сток Сити» в матче против «Хаддерсфилд Таун». С ноября 2020 по январь 2021 года он провёл за «гончаров» 16 матчей, в семи из которых сохранил свои ворота «сухими».
В апреле 2021 года отправился в аренду в «Питерборо Юнайтед». Провёл за команду шесть матчей и помог ей завоевать путёвку в Чемпионшип. В мае 2021 года был арендован клубом «Линкольн Сити» на предстоящие матчи плей-офф Лиги 1.
В январе 2023 года перешёл в бельгийский клуб «Брюгге». В июне 2024 года отправился в аренду в шотландский клуб «Хиберниан». 4 августа 2024 года дебютировал за «Хиберниан» в матче шотландского Премьершипа против клуба «Сент-Миррен».

## Карьера в сборной
Буршик выступал за сборные Англии до 17, до 18, до 19, до 20 лет и до 21 года.
В 2017 году принял участие на Евро-2017 среди игроков до 17 лет, в котором англичане проиграли испанцам в финале. Позднее в том же году был включён в заявку сборной Англии на чемпионат мира среди игроков до 17 лет, в котором англичане одержали победу.

## Личная жизнь
Иосифа назвали в честь его деда Иосифа Буршика, чехословацкого офицера и Героя Советского Союза.
Отец Буршика, Алекс Буршик, умер в сентябре 2022 года.

## Достижения
Сборная Англии (до 17 лет) 
- Победитель чемпионата мира (до 17 лет): 2017[15][18]
- Серебряный призёр чемпионата Европы (до 17 лет): 2017[14][19]